# Мелита (дочь Мирмека)
Мелита (греч. Μελίτη) — персонаж древнегреческой мифологии.
Дочь Мирмека (по Гесиоду), или Дия (по Мусею).
Возлюбленная Посейдона. Её именем назван дем в Аттике. Родила от Посейдона Страха (лат. Metus). Считалась возлюбленной Геракла, храм, посвященный которому, находился в её деме; была изображена вместе с ним на рельефах Парфенона.